# Jerzy Plebański
Jerzy Plebański (ur. 7 maja 1928 w Warszawie, zm. 24 sierpnia 2005 w México City) – polski fizyk.

## Życiorys
Pochodził z rodziny ziemiańskiej o ogromnych osiągnięciach w nauce i szkolnictwie. Pradziadek, Józef Kazimierz Plebański (1831–1897) był wybitnym historykiem, stryj Stanisław Plebański (1889–1954) posiadał dyplom inżyniera Ecole des Ponts et Chaussées, brat stryjeczny Tomasz Plebański (1930–1994) był wybitnym chemikiem. Jerzy był synem Józefa Adama i Heleny z Rosińskich. Miał młodszego brata Jana. Edukację rozpoczął w domu i na tajnych kompletach podczas okupacji.
Po wojnie ukończył Państwowe Liceum im. Odrowążów w Chorzowie (1947). W latach 1947–1951 studiował fizykę na Wydziale Matematyczno-Przyrodniczym Uniwersytetu Warszawskiego. Przez wiele lat, od początku istnienia Instytutu Fizyki Teoretycznej Uniwersytetu Warszawskiego był jego pracownikiem. W 1954 pod kierunkiem Wojciecha Rubinowicza uzyskał stopień doktora na podstawie rozprawy O funkcji stanu w kwantowej teorii pola. Specjalista w dziedzinie ogólnej teorii względności i fizyki matematycznej. Trwałe miejsce w historii nauki zapewniły mu prace z dziedziny ogólnej teorii względności, zainicjowane współpracą z Leopoldem Infeldem, a uwieńczone ich monografią Motion and Relativity. Był prodziekanem Wydziału Matematyki i Fizyki Uniwersytetu Warszawskiego (1958–1962) i prorektorem Uniwersytetu Warszawskiego (1969–1973). W 1973 wyjechał do Meksyku, został profesorem w Centro de Investigacion y de Estudios Avanzados i pracował tam do końca życia. W czasie pobytu w Meksyku gościł wielu polskich fizyków i utrzymywał ścisłe kontakty z Uniwersytetem Warszawskim.
Autor wielu pionierskich prac z ogólnej teorii względności i fizyki matematycznej. Najważniejszym jego wynikiem było pokazanie, że wszystkie próżniowe i samodualne rozwiązania równań Einsteina spełniają jedno tylko równanie, które coraz częściej nazywane jest równaniem Plebańskiego. Wprowadził opis dynamiki pola grawitacyjnego, który 10 lat później okazał się pionierski w kontekście próby kwantowania grawitacji.
Profesor Uniwersytetu Warszawskiego i Centrum Badań i Studiów Zaawansowanych w Meksyku. Był prorektorem UW (1969–1973), prodziekanem Wydziału Matematyki i Fizyki UW (1958–1962). Twórca i pierwszy kierownik Departamentu Fizyki w Centrum Badań i Studiów Zaawansowanych w Meksyku.
Zmarł w México City i został pochowany na miejscowym cmentarzu.

## Wybrane publikacje
- Motion and Relativity, Leopold Infeld, Jerzy Plebański Pergamon; Panstwowe Wydawnictwo Naukowe, 1960 – 229.
- Theory of Gravitational Perturbations in the Fast Motion Approximation, Jerzy Plebański, B. Bertotti Institute for Advanced Study – 84.
- An Introduction to General Relativity and Cosmology, Jerzy Plebański, Andrzej Krasiński 2006, Cambridge University Press.
- Lectures on non-linear electrodynamics: an extended version of lectures given at the Niels Bohr Institute and NORDITA, Copenhagen, in October 1968, wyd: NORDITA, 1970 – 147.

## Ordery i odznaczenia
- Krzyż Kawalerski Orderu Odrodzenia Polski (1973)
- Krzyż Oficerski Orderu Zasługi Rzeczypospolitej Polskiej (23 listopada 1998)[5]
- Medal Komisji Edukacji Narodowej (1973)
- Krzyż Komandorski Orderu Orła Azteckiego (Meksyk, 1976)